# Joachim Schmiedl
Joachim Schmiedl ISch (* 18. Dezember 1958 in Nürnberg; † 10. Dezember 2021 in Vallendar) war ein deutscher Theologe, Kirchenhistoriker und Schönstattpater.

## Leben
Nach dem Abitur 1977 trat Joachim Schmiedl in das Institut der Schönstatt-Patres ein und studierte nach dem Noviziat von 1980 bis 1987 an der Universität Münster Katholische Theologie. Er empfing 1988 die Priesterweihe und wurde im selben Jahr promoviert. Anschließend war er zunächst zwei Jahre Vikar in Oberndorf am Neckar und von 1990 bis 1998 als Jugendseelsorger in den Diözesen Rottenburg-Stuttgart, Eichstätt, Aachen, Essen und Paderborn.
Seit 1997 arbeitete er an der Vorbereitung des Seligsprechungsprozesses für Josef Kentenich mit, seit 2003 war er Vizepostulator im Seligsprechungsprozess für Josef Engling.
Schmiedl habilitierte 1998 an der Katholisch-Theologischen Fakultät der Westfälischen Wilhelms-Universität Münster und erhielt einen Lehrauftrag an der Philosophisch-Theologischen Hochschule Vallendar, der heutigen Vinzenz Pallotti University. Außerdem war er von 1998 bis 2001 Generalsekretär der Schönstatt-Patres. Er hatte seit 2001 die Professur für Kirchengeschichte an der Philosophisch-Theologischen Hochschule Vallendar inne und wurde im April 2009 zum Dekan der Theologischen Fakultät ernannt.
Seit 2002 war Schmiedl Chefredakteur der theologischen Zeitschrift Regnum und seit 2009 Herausgeber der Quellen und Abhandlungen zur mittelrheinischen Kirchengeschichte. Seit 2013 war er Herausgeber der Reihe Europas Synoden nach dem Zweiten Vatikanischen Konzil. 2006–2015 war Schmiedl Vorsitzender der deutschen Sektion der Europäischen Gesellschaft für Katholische Theologie und von 2017 bis 2020 war er Vorsitzender, anschließend stellvertretender Vorsitzender des Katholisch-Theologischen Fakultätentages.
Von 2017 bis zu seinem Tod leitete Schmiedl gemeinsam mit Margit Eckholt, Peter Hünermann und Klaus Vellguth das Wissenschaftsprojekt „Vatican II – Legacy and Mandate“. Im Rahmen dieses interkulturellen theologischen Projektes arbeiten 130 Theologen weltweit an einem interkontinentalen Kommentar zum Zweiten Vatikanischen Konzil.

## Schriften (Auswahl)
- Dieses Ende ist eher ein Anfang. Die Rezeption des Zweiten Vatikanischen Konzils durch die deutschen Bischöfe (1959–1971). Schöningh, Paderborn 2014, ISBN 978-3-506-77445-3.
- Orden als transnationale Netzwerke der katholischen Kirche. Institut für Europäische Geschichte (IEG), Mainz 2011, DNB 1031437622.
- als Hrsg.: Vom Kulturkampf bis zum Anfang des 21. Jahrhunderts (= Geschichte der Sächsischen Franziskaner-Provinz von der Gründung bis zum Anfang des 21. Jahrhunderts. Band 3). Schöningh, Paderborn 2010, ISBN 978-3-506-76991-6.
- als Hrsg.: In seiner Spur. Festschrift zum Gedenken an den 100. Jahrestag der Priesterweihe von Pater Joseph Kentenich. Patris-Verlag, Vallendar 2010, ISBN 978-3-87620-344-7.
- als Hrsg., zusammen mit Johann Evangelist Hafner: Katholische Theologie an der Universität: Situation und Zukunft. Matthias-Grünewald-Verlag, Ostfildern 2009, ISBN 978-3-7867-2790-3.
- als Hrsg.: Joseph Kentenich: Der erlöste Mensch: Priesterexerzitien. Patris-Verlag, Vallendar 2009, ISBN 978-3-87620-333-1.
- Mit letzter Konsequenz: Karl Leisner 1915–1945. Dialogverlag, Münster 1999, ISBN 3-933144-13-2.
  - Bienheureux Karl Leisner: jusqu’au bout de l’amour. Téqui, Paris 2004, ISBN 2-7403-1168-0.
- Das Konzil und die Orden. Krise und Erneuerung des gottgeweihten Lebens. Patris-Verlag, Vallendar 1999, ISBN 3-87620-219-1.